# Ernst Eckardt (Jurist)
Ernst Bruno Eckardt (* 24. Januar 1880 in Annen; † 28. Dezember 1945 im Internierungslager Staumühle) war ein deutscher Jurist. Er war Vorsitzender Richter am Sondergericht Dortmund und gilt mit mehr als 60 Todesurteilen als der blutigste Richter der Dortmunder Justiz.

## Juristische Laufbahn
Als Sohn des gleichnamigen Ingenieurs und Fabrikanten Ernst Eckardt erhielt Eckardt im protestantischen Elternhaus eine konservative und die eigene Person bis zur Selbstverleugnung neigende Erziehung. Dabei führte die Strenge der Erziehung zu einem Pflichtbewusstsein ohne kritische Distanz zu den Aufgaben und eine unbedingte Bejahung der Autorität des Staates. Nach dem Studium der Rechtswissenschaften betätigte er sich in Dortmund von 1903 bis 1907 als Gerichtsreferendar, anschließend ab 1907 als Gerichtsassessor.
In Schleswig war er von Juli 1913 Richter am Amtsgericht. Im  Ersten Weltkrieg diente er als Soldat im Fronteinsatz, wobei er mehrere Verwundungen erlitt. Als Auszeichnungen erhielt er das  Eiserne Kreuz I. und II. Klasse. Im Jahre 1919 kehrte er als Major der Reserve nach Dortmund ins Zivilleben zurück und nahm die Position als Richter am Landgericht Dortmund ein. Er wurde im Jahre 1923 zum Landgerichtsrat und 1925 zum Landgerichtsdirektor ernannt. Im Jahre 1923 gehörte er einem Ausnahmegericht beim Amtsgericht Dortmund an, wo er als Beisitzer tätig wurde.
Nachdem seine Eltern verstorben waren, heiratete er 1937, die Ehe blieb kinderlos. In seiner Freizeit betätigte er sich im Dortmunder Wanderverein. Wenn er Urlaub in Kurorten verbrachte, so suchte er ausnahmslos Orte in West- und Süddeutschland auf.

## Prozess Schwanenfall-Affäre
Im Jahre 1932 wurde für die Monate August bis Dezember ein Sondergericht eingerichtet, an dem Eckardt durch den Landgerichtspräsidenten Palm als Vorsitzenden eingesetzt wurde.
Durch mehrere politische Prozesse erregte er dabei viel Aufmerksamkeit. Bekannt wurde der Prozess gegen Polizisten in der Schwanenfall-Affaire im Jahre 1932, die gegen gewalttätige Mitglieder der NSDAP vorgegangen waren. Im Urteil wurden die Polizisten von Eckart von zu vier Monaten bis zu einem Jahr und drei Monaten Haft verurteilt. Außerdem durften mehrere der Polizisten drei Jahre kein öffentliches Amt bekleiden. Mit diesem Strafmaß ging Eckardt über den Antrag des Staatsanwalts hinaus. In der Öffentlichkeit wurden Urteil und Urteilsfindung als ein Skandal betrachtet. Die Nationalsozialisten begrüßten aber das Urteil.

## Verhältnis zur NSDAP
Im Jahr 1932 war Eckardt auch Vorsitzender des Dortmunder Schwurgerichts. In dieser Funktion verhandelte Eckardt den Mord des Nationalsozialisten Albrecht an zwei Kommunisten, die bei einer Veranstaltung der NSDAP in der Umgebung Dortmunds erschossen wurden. Eckardt verurteilte mehrere SA-Männer zu mehrjährigen Haftstrafen. Die Geschworenen mussten sich auf der Grundlage von Indizien entscheiden, wobei Eckardt intensiv auf die Geschworenen einwirkte. Damit hatte Eckardt weite Kreise der SA und der NSDAP gegen sich aufgebracht. Trotzdem trat er zum 1. Mai 1933 der NSDAP bei (Mitgliedsnummer 3.576.731).
Seine Karriere als Jurist konnte er trotz allergrößter Härte in den Prozessen am Sondergericht Dortmund nicht mehr fortsetzen. So wurden alle Vorschläge durch die NSDAP abgelehnt, Eckardt zum Präsidenten des Senats oder Präsidenten des Landesgerichts zu ernennen.

## Vorsitz am Sondergericht Dortmund
Am 15. Mai 1933 wurde das Sondergericht Dortmund beim Landgericht Dortmund eingerichtet. Der Amtsbereich des Sondergerichts umfasste den Bezirk des  Oberlandesgerichts Hamm. Als Vorsitzender des Sondergerichts wurde Eckardt ernannt. Unter seiner Prozessführung wurden mindestens 61 Todesurteile ausgesprochen, von denen die Mehrzahl auch vollstreckt wurde. Gnadengesuche lehnte er regelmäßig ab.
Damit gilt Eckardt in der Dortmunder Rechtsgeschichte als der Richter, der die meisten Todesurteile ausgesprochen hat. Im Jahre 1937 gab der Landgerichtspräsident Paul Koch folgende Beurteilung über ihn ab:
Eiserner Strafrichter. Er leitet seit 1933 das Sondergericht für den OLG-Bezirk Hamm in soldatischer Auffassung mit unerbittlicher Strenge und Entschlossenheit zur vollen Zufriedenheit der Parteidienststellen, der Geheimen Staatspolizei und der Anklagebehörde…. Seine Amtsführung zeigt, daß er rückhaltlos für den nationalsozialistischen Staat eintritt. Er kennt keine Nerven, er ist gesund.
Diese Beurteilung wurde im November 1941 in Frage gestellt, als Eckardt zum Oberlandesgericht Prag versetzt wurde. Schon am ersten Tag brach er zusammen, und der Mediziner Dietrich Jahn stellte einen Nervenzusammenbruch fest. Noch im selben Monat wurde Eckardt die Rückversetzung nach Dortmund gestattet. Als 1942 das Sondergericht Hagen von November 1942 bis Dezember 1943 eingerichtet wurde, führte Eckardt dort den Vorsitz, um dann im Dezember 1943 wieder nach Dortmund zurückzukehren.
Die 19-jährige Ilse Mitze wurde 1944 von Eckardt und seinen Beisitzern zum Tode verurteilt, weil sie bei Aufräumarbeiten nach einem Luftangriff einige Schlüpfer, Hemden und Strümpfe ihrer Arbeitgeberin gestohlen hatte. Ilse Mitze wurde am 12. Mai 1944 im Dortmunder Untersuchungsgefängnis mit dem Fallbeil enthauptet.

## Nachkriegszeit 1945
Nach der Kapitulation des NS-Regimes am 8. Mai 1945 hielt sich Eckardt in Bad Berleburg auf. Als bei der Besatzungsmacht eine Anzeige gegen ihn vorgebracht wurde, erfolgte am 12. Mai 1945 seine Festnahme. Er wurde im Internierungslager Staumühle inhaftiert. Dort starb er am 28. Dezember 1945, wobei die Ursachen mit einer Schwäche des Kreislaufs, einer Unterernährung und einer Lungenentzündung angegeben wurden.
Der Pfarrer Ernst Krause begleitete Eckardt in seinen letzten Stunden. Seinen Eindruck auf dem Todeslager gab er wie folgt an:
Da war keine Reue über gefällte Fehlurteile, es quälten ihn keine Gewissensbisse über vielleicht ungesetzliche Todesstrafen. Da starb ein Mann und Richter, der gesetzlich, klar und aus tiefer, gewissenhafter Verantwortung gelebt hatte.